# خوان بابلو كاريزو
خوان بابلو كاريزو (بالإسبانية: Juan Pablo Carrizo) (مواليد 6 مايو 1984 في فيلا كونستيتوشيون - الأرجنتين) لاعب كرة قدم أرجنتيني يلعب حاليا لصالح نادي الدرجة الأولى ريال سرقسطة الإسباني منذ 2009 في مركز حارس مرمى .

## مسيرته الكروية
لعب خوان بابلو كاريزو خلال مسيرته الاحترافية مع 7 أندية في ثمانية عشر موسمًا ولم يسجل خلالها أي هدف ضمن 204 مباراة. حيث فاز في موسمين بالكأس وفي موسم واحد بالدوري.
خاض خوان بابلو كاريزو مسيرته مع نادي ريفر بليت في موسم 2004–05 في المرة الأولى ليلعب معه أربعة مواسم ثم في موسم 2010–11 لمدة موسم واحد، مشاركًا طوالها في 102 مباراة ولم يسجل أي هدف. ثم انتقل إلى نادي لاتسيو في موسم 2008–09 واستمر معه طيلة ثلاثة مواسم، حيث شارك في 25 مباراة ولم يسجل أي هدف أيضًا. لينتقل بعدها إلى نادي ريال سرقسطة في موسم 2009–10 لمدة موسم واحد، مشاركًا في 16 مباراة ولم يسجل أي هدف أيضًا. ثم انتقل إلى نادي كاتانيا في موسم 2011–12 لمدة موسم واحد، مشاركًا في 14 مباراة ولم يسجل أي هدف أيضًا. هذا وانتقل لاحقًا إلى نادي إنتر ميلان في موسم 2012–13 ليلعب معه خمسة مواسم، مشاركًا في 9 مباريات ولم يسجل أي هدف أيضًا. ثم انتقل بعدها إلى نادي مونتيري في موسم 2017–18 ولمدة موسمين، مشاركًا في 5 مباريات ولم يسجل أي هدف أيضًا. ليعود وينتقل من جديد، لكن هذه المرة إلى نادي سيرو بورتينيو ما بين عامي 2019 و2020 لمدة موسم واحد، مشاركًا في 33 مباراة ولم يسجل أي هدف أيضًا.

## روابط خارجية
- خوان بابلو كاريزو على موقع الاتحاد الدولي (مؤرشف)  (الإنجليزية)
- خوان بابلو كاريزو على موقع الاتحاد الأوربي (الإنجليزية)
- خوان بابلو كاريزو على موقع قاعدة بيانات كرة القدم.إي يو (الإنجليزية)
- خوان بابلو كاريزو على موقع ناشيونال فوتبول تيمز (الإنجليزية)
- خوان بابلو كاريزو على موقع Soccerway.com (الإنجليزية)
- خوان بابلو كاريزو على موقع عالم كرة القدم.نت (الإنجليزية)
- خوان بابلو كاريزو على موقع كووورة
- خوان بابلو كاريزو على موقع AS.com (الإسبانية)